# Robert Swain Gifford

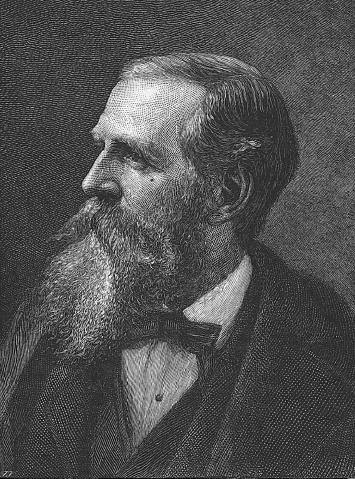
Robert Swain Gifford (1880)

Robert Swain Gifford  (* 23. Dezember 1840 auf Nonamesset Island, Elizabeth Islands, Massachusetts; † 13. Januar 1905 in New York) war ein US-amerikanischer Landschaftsmaler.

## Leben
Gifford wurde auf einer kleinen Insel namens Nonamasset geboren, die bei der Insel Naushon an der Südostküste von Massachusetts liegt. Als er zwei Jahre alt war, zog die Familie nach Fairhaven (Mass.), wo sein Vater als Schiffer und Fischer arbeitete.
Gifford erhielt seinen ersten Unterricht in der Kunst von einem dort lebenden holländischen Marinemaler, Albertus van Beest. Er gründete 1864 in Boston ein eigenes Atelier, siedelte aber schon 1866 nach New York über. Von dort aus unternahm er 1869 Studienreisen nach Oregon und Kalifornien und von 1870 an nach den westlichen Ländern Europas, nach Marokko, Algerien und Ägypten, bis er 1875 über England wieder heimkehrte. Er war mit der amerikanischen Landschaftsmalerin Franics Elliot (* 1844), der Tochter des Kongressabgeordneten Thomas Dawes Eliot aus New Bedford, (Mass.), verheiratet.
Gifford wurde durch die Schule von Barbizon beeinflusst und ist unter den amerikanischen Landschaftsmalern seiner Zeit einer der talentvollsten und vielseitigsten; seine Landschaften sind naturwahr und in den Details sehr charakteristisch; mit gleicher Virtuosität behandelt er Schneestürme in den Hochgebirgen und friedliche, idyllische Partien. Seine Motive hat er meist aus Italien, Ägypten, Algerien und Marokko gewählt, wobei er die Ölmalerei ebenso geschickt handhabte wie die Aquarelltechnik.
Einige seiner Werke hängen in den wichtigen Museen der USA wie dem Fine Arts Museums of San Francisco, dem Metropolitan Museum of Art, New York, und dem Smithsonian American Art Museum in Washington D.C.